# Феськова, София Николаевна
София Николаевна Феськова (род. 5 сентября 2009, Санкт-Петербург, Россия) — российская поп-фолк-рок-певица, представившая Россию на конкурсе «Детское Евровидение — 2020».

## Биография
София Феськова родилась 5 сентября 2009 года в Санкт-Петербурге. Мать — Александра Тютюнникова, дизайнер; отец — работает в строительной отрасли; дедушка — Николай Тютюнников, известный предприниматель, владелец компании «Каравай».
В 5 лет София начала заниматься вокалом и актёрским мастерством в петербургском отделении театра-студии «Непоседы».
Феськова принимала участие во многих детских конкурсах, является обладательницей Гран-При конкурса "Pearl of Manhattan " в Нью-Йорке, Гран-При конкурса «Свободная Птица», лауреат 1 степени конкурса «Riga Simfony» в Риге, двукратный лауреат 1 степени «Голоса России», двукратный лауреат Art Open World, двукратный лауреат конкурса «Звездопад Талантов».
В 2017 году в возрасте 7 лет участвовала в четвёртом сезоне шоу «Голос. Дети». На этапе слепых прослушиваний исполнила песню «Tell Me Why» Деклана Гэлбрейта, но не прошла в следующий этап.
Дважды принимала участие в праздничном концерте ко Дню защиты детей «Взрослые и дети» в ГЦКЗ «Россия»: в 2017 году исполнила вместе с Владимиром Кристовским и Алисой Хилько песню «А знаешь, всё ещё будет», а в 2018 году — с Александром Маршалом и Полиной Етчик песню «Как прекрасен этот мир». В 2019 году участвовала в гала-концерте «От сердца к музыке» в БКЗ «Октябрьский», где спела вместе с Зарой песню «Амели». В том же году на фестивале «Созвездие детских талантов» вместе с Дианой Гурцкаей исполнила песню «Мечта».
София участвовала в мюзиклах «Гости из Будущего», «Улётная ёлка в стране Оз» и «Перевёрнутое королевство», где сыграла главные роли.
В 2020 году исполнила роль Ассоль на празднике выпускников «Алые паруса», спев песню «Я построю маяк до неба».

### Конкурс «Детская Новая волна»
В 2020 году София приняла участие в конкурсе «Детская Новая волна», проходившем в «Артеке», где вышла в финал и заняла второе место.

### Конкурс «Детское Евровидение — 2020»
25 сентября 2020 года было объявлено, что София Феськова представит Россию на конкурсе «Детское Евровидение — 2020». Певица победила в финале национального отборочного тура с песней «Мой новый день», которую она готовила совместно с Анной Петряшевой, получив право выступить на международном конкурсе. В итоге, София заняла десятое место, а первое досталось юной певице из Франции Валентине Тронель.
Ряд известных российских исполнителей положительно оценили её выступление. Игорь Крутой: «Это хороший опыт для Софии и впереди у неё большое будущее. Я знаю, что она очень хочет стать известной артисткой, и „Детское Евровидение“ — маленький шаг в её дальнейшей карьере. София — большая умничка и настоящий профессионал. Она прекрасно выступила сегодня на конкурсе. У неё красивая песня, замечательный номер, видно, что она собралась и показала свои вокальные данные на все сто процентов. Вполне могла победить. Но конкурс есть конкурс, тем более международный». Филипп Киркоров: «Её номер — это такая диснеевская сказка, и она соответствует детскому конкурсу, тогда как многие другие дети играют взрослых дяденек и тётенек и, мне кажется, это большая ошибка». Юлия Савичева: «София хорошо спела, выглядела прекрасно, а её номер был очень милым».